# Logica modale classica
In logica modale, una logica modale classica è una logica che contiene (come assioma o come teorema) la dualità degli operatori modali:
{\displaystyle \Diamond A\equiv \lnot \Box \lnot A}
che è anche chiusa sotto la regola:
{\displaystyle A\equiv B\vdash \Box A\equiv \Box B.}
In alternativa, si può definire L tale che L è classica se e solo se contiene (come assioma o come teorema):
{\displaystyle \Box A\equiv \lnot \Diamond \lnot A}
ed è chiusa sotto la regola:
{\displaystyle A\equiv B\vdash \Diamond A\equiv \Diamond B.}
Il sistema più debole di logica modale classica è di solito indicato con E e non è normale. Sia la semantica algebrica che quella di Scott–Montague caratterizzano sistemi di logica modale classica noti che sono ancora più deboli della più debole logica normale K.
Ogni logica modale regolare è classica e ogni logica modale normale è regolare e quindi anche classica.